# Teucholabis (Teucholabis) inornata
Teucholabis (Teucholabis) inornata is een tweevleugelige uit de familie steltmuggen (Limoniidae). De soort komt voor in het Oriëntaals gebied.